# Myrcia hoffmannseggii
Myrcia hoffmannseggii är en myrtenväxtart som beskrevs av Otto Karl Berg. Myrcia hoffmannseggii ingår i släktet Myrcia och familjen myrtenväxter. Inga underarter finns listade i Catalogue of Life.